# Gruppo f/64

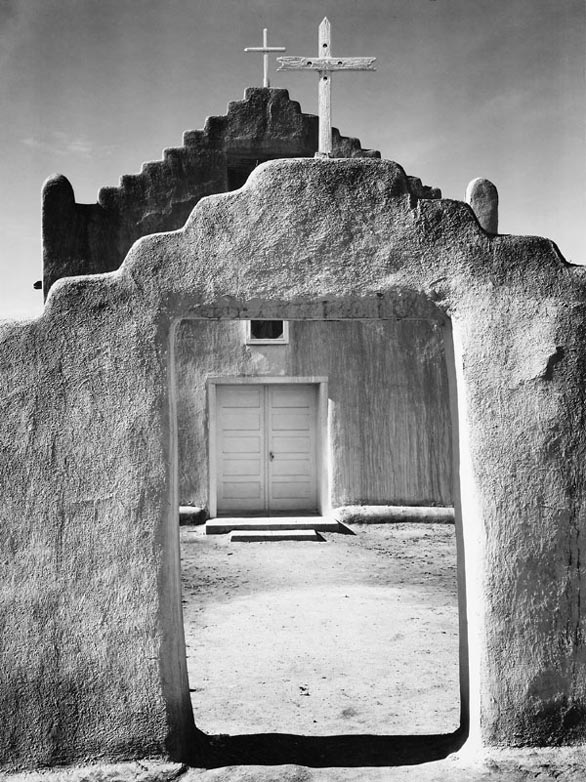
Ansel Adams, Church, Taos Pueblo, New Mexico, 1942

Il Gruppo ƒ/64 fu fondato da Ansel Adams nel 1932, allo scopo di riunire alcuni fotografi della San Francisco Bay (area della baia di San Francisco) aderenti alla straight photography (fotografia diretta), che condividevano uno stile fotografico comune, caratterizzato da immagini nitide e attentamente inquadrate.
Il manifesto costitutivo fu sottoscritto da vari fotografi:
- Ansel Adams
- Imogen Cunningham
- John Paul Edwards
- Preston Holder
- Consuelo Kanaga
- Alma Lavenson
- Sonya Noskowiak
- Henry Swift
- Willard Van Dyke
- Brett Weston (il figlio)
- Edward Weston

Il fondamento di precetto su cui si fonda il gruppo, parte sostenendo una fotografia vera, diretta e nitida, centrata ad esempio sulla ripresa fotografica tipica del obiettivo normale, diaframmato a f/64, in modo da consentire la miglior qualità dei dettagli fornita dall'ottica (che nel caso, era per grande formato), e allo scopo di ottenere la stessa proporzione tridimensionale e la tipica profondità di campo vista dal occhio umano, nelle soleggiate giornate californiane.

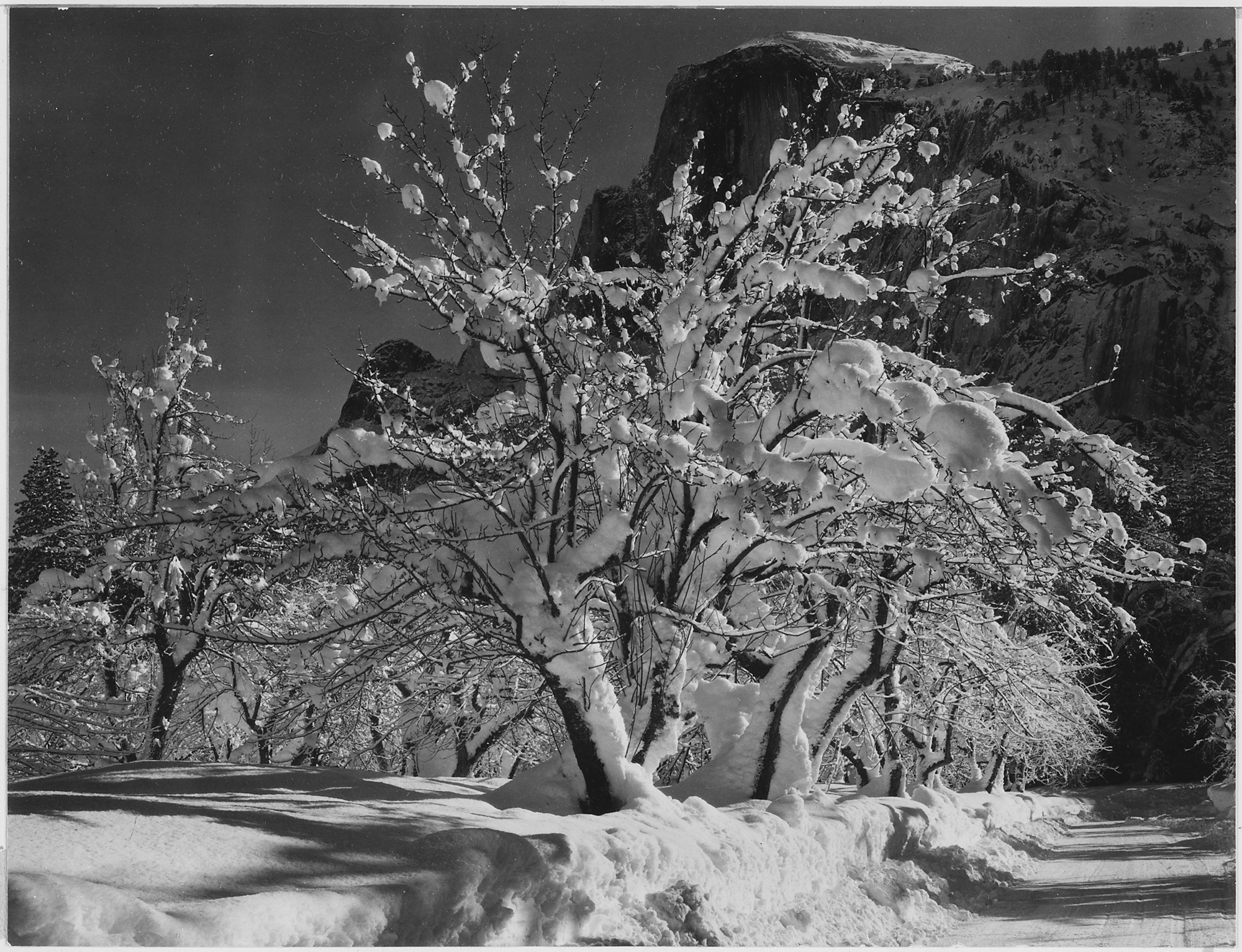
A. Adams, Frutteto di mele, Yosemite, aprile 1933

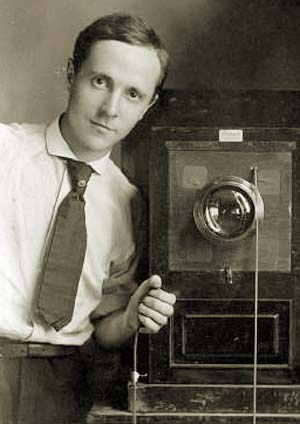
Edward Weston

Utilizzando una fotocamera di piccolo formato con fotogrammi in formato Leica 24x36 (full-frame), sarebbe come utilizzare un obiettivo di focale ~ 40 mm diaframmato a f/8 (il calcolo è fatto confrontando l'iperfocale), nonostante la medesima profondità di campo equivalente a f/64 si ottiene con f/11, quando il punto di partenza per il confronto è un banco ottico 5x7" (circa 13x18cm) con focale 190 mm. Il motivo per cui il diaframma f/64 non produce la fastidiosa perdita di qualità dovuta alla diffrazione, dipende dal fatto che il foro dell'apertura di diaframma su ottiche di grande formato è molto più ampio rispetto ad un diaframma equivalente su ottiche normali di piccolo formato (circa 4-5 contro 0,7-1mm). L'eventuale «valore equivalente» della profondità di campo, Adams lo trovava più spesso adeguando i vari movimenti del banco ottico che era solito utilizzare (nella maggior parte dei suoi paesaggi), passando dal negativo 4x5" (10x12 cm) al 8x10" (20x25 cm). 
La miglior nitidezza dell'immagine e quindi la grande profondità di campo, diventano la simbolica risposta al pittorialismo e l'approvazione della straight photography, la quale concentrò il proprio operato sugli stimoli forniti dall'attualità e dai risvolti sociali di quell'epoca e si propose di rilanciare l'arte contemporanea sul principio dell'indipendenza ideologica del fotografo e della fotografia, rifiutando i crismi propri delle arti grafiche, che erano qualcosa di diverso dalla pura fotografia. Una pura fotografia che non doveva avere alcuna velleità artistica o stilistica, ma invece doveva dedicarsi in maniera essenziale e diretta (straight ), alla cattura della quotidianità e della realtà senza modificarla, usando la più alta qualità ottica possibile.

## Manifesto
Il nome di questo Gruppo deriva da un numero di diaframma dell'obiettivo fotografico. Indica in larga misura le qualità di chiarezza e definizione dell'immagine fotografica che è un elemento importante nel lavoro dei membri di questo Gruppo.
L'obiettivo principale del Gruppo è quello di presentare in mostre frequenti quella che considera la migliore fotografia contemporanea dell'Occidente; oltre all'esposizione delle opere dei suoi membri, saranno esposte anche stampe di altri fotografi che presentino nel loro lavoro tendenze simili a quelle del Gruppo.
Il Gruppo f/64 non pretende di coprire l'intero spettro della fotografia o di indicare attraverso la sua selezione di membri un'opinione deprecativa dei fotografi che non sono inclusi nei suoi spettacoli. Ci sono moltissimi seri lavoratori della fotografia il cui stile e la cui tecnica non sono correlati al mestiere del Gruppo.
Il Gruppo f/64 limita i suoi membri e i nomi degli invitati a quei lavoratori che si sforzano di definire la fotografia come una forma d'arte mediante una presentazione semplice e diretta attraverso metodi puramente fotografici. Il Gruppo non mostrerà mai opere che non siano conformi ai suoi standard di fotografia pura. La fotografia pura è definita come non possedente qualità di tecnica, composizione o idea, derivate da qualsiasi altra forma d'arte. La produzione del «pittorialista», d'altra parte, indica una devozione ai principi dell'arte che sono direttamente correlati alla pittura e alle arti grafiche.
I membri del Gruppo f/64 credono che la fotografia, in quanto forma d'arte, debba svilupparsi lungo linee definite dalle realtà e dai limiti del mezzo fotografico e debba sempre rimanere indipendente dalle convenzioni ideologiche dell'arte e dell'estetica che ricordano un periodo e una cultura antecedenti allo sviluppo del mezzo stesso.

Il Gruppo apprezzerà le informazioni riguardanti qualsiasi lavoro serio in campo fotografico che sia sfuggito alla sua attenzione, ed è favorevole a stabilirsi come Forum della Fotografia Moderna.
Nel 1933 Adams scrisse quanto segue per la rivista Camera Craft :
“ La mia concezione del Gruppo f/64 è questa: è un'organizzazione di fotografi seri senza rituali formali di procedura, incorporazione o alcuna delle restrizioni delle società segrete artistiche, dei Saloni, dei club o delle cricche... Il Gruppo è stato formato come espressione del nostro desiderio di definire la tendenza della fotografia come la concepiamo noi... Il nostro scopo non è imporre una scuola con rigide limitazioni o presentare il nostro lavoro con disprezzo bellicoso verso altri punti di vista, ma indicare ciò che consideriamo dichiarazioni ragionevoli di fotografia diretta. Le nostre tendenze individuali sono incoraggiate; le Mostre di Gruppo suggeriscono punti di vista individuali distintivi, tecnici ed emotivi, ottenuti senza discostarsi dagli aspetti più semplici della procedura fotografica diretta. ”